# 보령시의회
보령시의회는 충청남도 보령시 지역을 관할하는 기초의회이다.